# Montacuta goudi
Montacuta goudi is een tweekleppigensoort uit de familie van de Lasaeidae. De wetenschappelijke naam van de soort is voor het eerst geldig gepubliceerd in 1997 door van Aartsen.